# Powiat Yamamoto (Fukuoka)
Powiat Yamamoto (jap. 山本郡 Yamamoto-gun) – dawny powiat w Japonii, w prefekturze Fukuoka.

## Historia

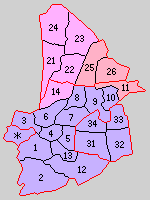
Powiat Yamamoto (31–34 – 1889 r.)

W pierwszym roku okresu Meiji na terenie powiatu znajdowały się 1 miejscowość i 29 wiosek.
Powiat został założony 1 listopada 1878 roku. 1 kwietnia 1889 roku powiat został podzielony na 4 wioski: Yamamoto, Kusano, Ōhashi i Zendōji.
21 lipca 1894 roku wioska Kusano zdobyła status miejscowości.
1 kwietnia 1896 roku powiat Yamamoto został włączony w teren nowo powstałego powiatu Mii. W wyniku tego połączenia powiat został rozwiązany.